# Helga Liné
Helga Lina Stern, más conocida como Helga Liné (Berlín, 14 de julio de 1931), es una actriz, artista de circo y modelo española.

## Trayectoria
Siendo una niña su familia abandonó Alemania a causa de la Segunda Guerra Mundial para instalarse en Portugal, donde inició su andadura artística a los 8 años, como acróbata, contorsionista y bailarina en el circo.
Más adelante se convirtió en modelo y tras ganar un concurso de belleza, rodó a los 13 años, su primera película hispano-portuguesa, La mantilla de Beatriz (1946), de Eduardo García Maroto. Durante los siguientes años repartió su actividad profesional entre Portugal, España y Brasil como vedette del género de revista y actriz en numerosas películas. En 1954 se presentó en Teatro Albéniz de Madrid con el espectáculo de revista Mujeres de papel, de Manuel Paso Andrés.
Continuó con su trayectoria cinematográfica en Italia por 7 años, dónde actuó en 36 películas, y en una producción del Vaticano. Sus papeles se vieron en diversos géneros, como el spaghetti western, péplum, terror o comedias, tanto en el terreno del llamado landismo como más adelante encuadradas en el destape. Su singular belleza la encasilló a menudo en personajes sofisticados, sensuales, enigmáticos y de mujer fatal.
En la década de 1970 comenzó a actuar en el cine fantástico y de terror en España, en películas como Pánico en el Transiberiano (1972) de Eugenio Martín y El espanto surge de la tumba (1972) de Carlos Aured. Compaginó su trabajo en el cine con el teatro y apariciones en televisión, medio en el que destacó con su papel de madre de Javi (Juanjo Artero) y esposa de Manuel Gallardo en Verano azul (1981) de Antonio Mercero. Luego interpretó papeles de cierta relevancia en dos películas de Pedro Almodóvar, Laberinto de pasiones (1982) y La ley del deseo (1987).
En 1991 se instaló en Buenos Aires, y puntualmente viaja a España para intervenir en las obras de teatro Ellas, la extraña pareja (2001) y El cianuro... ¿solo o con leche? (2003). También realizó apariciones esporádicas en las series de televisión El comisario (2001), Hospital Central (2004) y Vientos de agua (2006).

## Premios y reconocimientos
En 1974 obtuvo el premio del Sindicato Nacional del Espectáculo a la mejor actriz de reparto por la película El chulo. En 2018 recibió el Premio Nosferatu del Festival de Cine de Sitges en reconocimiento a su trayectoria, por sus más de cien títulos, algunos de ellos con destacados directores de cine fantástico y de terror.

## Filmografía

### Cine
- Porto de Abrigo (1941), de Adolfo Coelho.
- Ladrão, Precisa-se! (1946), de Jorge Brum do Canto.
- La mantilla de Beatriz (1946), de Eduardo García Maroto.
- Kill or Be Killed (1950), de Max Nosseck.
- El negro que tenía el alma blanca (1951), de Hugo del Carril.
- La trinca del aire (1951), de Ramón Torrado.
- Saltimbancos (1952), de Manuel Guimarães.
- Nazaré (1952), de Manuel Guimarães.
- Madragoa (1952), der Perdigão Queiroga.
- Los corsarios del Caribe (1961), de Eugenio Martín.
- Canción de juventud (1962), de Luis Lucia.
- Rocío de la Mancha (1963), de Luis Lucia.
- La máscara de Scaramouche (1963), de Antonio Isasi-Isasmendi.
- Horror (The Blancheville Monster) (1963), de Alberto de Martino.
- Los invencibles (1963), de Alberto de Martino.
- Espartaco y los diez gladiadores (1964), de Nick Nostro.
- Hércules y los tiranos de Babilonia (1964), de Domenico Paolella.
- Amantes de ultratumba (1965), de Mario Caiano.
- Agente 077 missione Bloody Mary (1965), de Sergio Grieco.
- Operación Mogador (1966), de Sergio Grieco.
- La máscara de Kriminal (Kriminal) (1966), de Umberto Lenzi.
- Cifrado especial (1966), de Pino Mercanti.
- Buen funeral, amigos... paga Sartana (1970), de Giuliano Carmineo.
- Una señora llamada Andrés (1970), de Julio Buchs.
- Si Fulano fuese Mengano (1971), de Mariano Ozores.
- Hay que educar a papá (1971), de Pedro Lazaga.
- Los días de Cabirio (1971), de Fernando Merino.
- El apartamento de la tentación (1971) Julio Buchs.
- Los novios de mi mujer (1972), de Tito Fernández.
- Pánico en el Transiberiano (1973), de Eugenio Martín.
- La saga de los Drácula (1973), de León Klimovsky.
- La venganza de la momia (1973), de Carlos Aured.
- Santo contra el doctor Muerte (1973)
- El espanto surge de la tumba (1973), de Carlos Aured.
- Las garras de Lorelei (1974), de Amando de Ossorio.
- Dick Turpin (1974), de Fernando Merino.
- Fin de semana al desnudo (1974), de Mariano Ozores.
- El amor empieza a medianoche (1974), de Pedro Lazaga.
- El chulo (1974), de Pedro Lazaga.
- Las melancólicas (1974), de Rafael Moreno Alba.
- Tres suecas para tres rodríguez (1975), de Pedro Lazaga.
- Una abuelita de antes de la guerra (1975), de Vicente Escrivá.
- Las alimañas (1977), de Amando de Ossorio.
- Cuentos de las sábanas blancas (1977), de Mariano Ozores.
- Pepito Piscinas (1978), de Luis María Delgado.
- Las locuras de Jane (1978), de Joaquín Coll Espona.
- Estigma (1980), de José Ramón Larraz.
- Memorias de Leticia Valle (1980), de Miguel Ángel Rivas.
- El consenso (1980), de Javier Aguirre.
- Las alumnas de madame Olga (1981), de José Ramón Larraz.
- Los ritos sexuales del diablo (1982), de José Ramón Larraz.
- Laberinto de pasiones (1982), de Pedro Almodóvar.
- Playa azul (1982), de Jaime Jesús Balcázar
- Los caraduros (1983), de Antonio Ozores.
- Las alegres chicas de Colsada (1984), de Rafael Gil.
- Una rosa al viento (1984), de Miguel Iglesias.
- La ley del deseo (1987), de Pedro Almodóvar.
- Pareja enloquecida busca madre de alquiler (1990), de Mariano Ozores.
- El aliento del diablo (1993), de Paco Lucio.
- Torrente 3: el protector (2005), de Santiago Segura.

### Televisión
- 1973 - Estudio 1: Una muchachita de Valladolid.
- 1979 -  El juglar y la reina: La leyenda del Conde Niño.
- 1981 - Verano azul.
- 1985 - La comedia musical española: La Cenicienta del Palace
- 1986 - Turno de oficio: La mudanza
- 1990 - Blaues Blut: Wo der Teufel wacht (Juan Luis Buñuel)
- 2000 - ¡Qué grande es el teatro!: La hermana pequeña.
- 2001 - El comisario: Secuestro.
- 2004 - Hospital Central: Aires de tormenta.
- 2006 - Vientos de agua: III (Juan José Campanella)